# Spio mesnili
Spio mesnili är en ringmaskart som beskrevs av Augener 1914. Spio mesnili ingår i släktet Spio och familjen Spionidae. Inga underarter finns listade i Catalogue of Life.